# Años 280 a. C.
Los años 280 antes de Cristo transcurrieron entre los años 289 a. C. y 280 a. C.

## Acontecimientos
- 289 a. C.: En Sicilia, el tirano de Siracusa, Agatocles (72), muere tras haber restaurado la democracia siracusana en su lecho de muerte, al declarar que no quería que sus hijos le sucedieran en el trono. Sin embargo, las disensiones resultantes entre sus descendientes acerca de la sucesión conduce a una renovación del poder cartaginés en Sicilia.
- 288 a. C.: El rey macedonio Demetrio Poliorcetes, se enfrenta a un ataque combinado de Lisímaco de Tracia y de Pirro de Epiro (rey de Epiro), después de que Seleuco I Nicátor, Ptolomeo I Sóter y Lisímaco formaran una coalición para bloquear los planes de Demetrio de invadir Asia Menor. La flota de Ptolomeo sale de Grecia para incitar a la revuelta de las ciudades.
- 288 a. C.: Atenas se levanta y Demetrio asedia la ciudad. Pirro toma Tesalia y la mitad occidental de Macedonia y, con la ayuda de la flota de Ptolomeo, alivia a Atenas del asedio de Demetrio.
- 288 a. C.: Después de que la flota egipcia participa decisivamente en la liberación de Atenas de la ocupación macedonia, Ptolomeo obtiene el protectorado sobre la Sociedad de las Islas, que incluye a la mayoría de las islas griegas del mar Egeo. La supremacía marítima de Egipto en el Mediterráneo en las décadas siguientes se basa en esta alianza.
- 288 a. C.: Tras la muerte de Agatocles, algunos de sus mercenarios desbandados asedian Mesina (en el noreste de Sicilia) y crean una sociedad, que se hacen llamar mamertinos (hijos de Marte). La ciudad se convierte en una base desde la que asuelan la campiña siciliana.
- Se inicia la construcción del Faro de Alejandría.